# Немцы в Республике Сербской
Немцы в Республике Сербской (серб. Нијемци у Републици Српској, нем. Deutsche in Republika Srpska) — граждане немецкого происхождения, проживающие и работающие на территории Республики Сербской. Немцы признаны одним из 12 национальных меньшинств Республики Сербской, их интересы защищает Совет национальных меньшинств Республики Сербской. В Республике Сербской проживает 95 немцев.

## История
Немцы переселились в аннексированную Австрией Боснию и Герцеговину впервые в 1882 году: это были немецкие купцы из Срема и Баната (а также Вюртемберга). Ими была основана деревня Франц-Йозефсфельд (ныне Ново-Село) в 1907 году, которая была переименована в Петрово-Поле в честь короля Петра I. Немцы проживали здесь до 1942 года. В довоенные годы здесь проживало 2 тысячи человек (по переписи 1931 года), которые затем уехали в оккупированный немцам Лодзь. Ещё с десяток немецких семей проживал в Биелине.
Законодательство и системы управления Австро-Венгрии и Югославии значительно различались, поэтому на территории Боснии и Герцеговины значительную часть кадров занимали немцы: работники канцелярии, регистраторы, юристы, адвокаты и различные клерки. В Боснии осели и немецкие фермеры, переехавшие в Посавину, в пустынные и необитаемые равнины около Прнявора, к западу от Баня-Луки и Приедора. В первые годы около 70 немецких семей проживало у реки Вияка, а вскоре немцы расселились и по другим территориям: ими были основаны сёла Глоговац и Шибовска. Немцы занимались выращиванием винограда и разведением скота (в основном крупного рогатого). До 1921 года в Глоговаце была начальная школа с немецким языком обучения, в которой вскоре стали обучаться и представители других национальностей.

## Религия
Немцы в Республике Сербской исповедуют преимущественно католицизм, как и немцы юга Германии. На территории Республики Сербской есть две немецкие католические церкви: в Александроваце (Лакташи) и Нове-Тополе (Градишка). В селе Ново-Село также есть немецкий собор, закрытый в послевоенные годы.

## Объединения
Единственным официальным объединением является Общество немцев города Баня-Лука, основанное в апреле 2004 года как аполитичное, непрофильное, открытое гражданское общество с целью сохранения традиций, обычаев, языка и культуры немцев.

## Известные личности
- Иван Мерц,  блаженный Римско-Католической Церкви [7]

- Кристиан Шварц-Шиллинг, немецкий политик, занимавший пост Высокого представителя по Боснии и Герцеговине до 2 июля 2007 года.